# Pierre Balmain
Pierre Alexandre Claudius Balmain /pjɛːʁ alɛkˈsɑ̃dʁ cloˈdjys balˈmɛ̃/ (San Giovanni di Moriana, 18 maggio 1914 – Parigi, 29 giugno 1982) è stato uno stilista francese. Ha fondato la casa di moda Balmain.

## Biografia
(Pierre Balmain)
Figlio di un commerciante di stoffe e di una commessa di boutique, Pierre Balmain studiò presso l'accademia delle belle arti, ma non completò gli studi, preferendo dedicarsi al disegno di abiti. Dopo aver lasciato gli studi, Balmain lavorò per Edward Molyneux, per cinque anni dal 1934 al 1939. Dopo la seconda guerra mondiale lavorò presso la casa di moda di Lucien Lelong nel 1945. La Maison Lelong lanciò la moda delle gonne ampie con vita stretta, uno stile che sarà, in seguito, reso popolare come New Look da Christian Dior. La maison però era troppo concentrata sull'aspetto commerciale e poco su quello artistico, quindi Balmain lasciò il suo posto da stilista dopo solo qualche mese. Nel 1939 decise di aprire una piccola boutique a Aix-les-Bains.
Quando scoppiò la seconda guerra mondiale però Balmain dovette tornare alle armi. Al ritorno in patria, nel 1945, creò finalmente il suo brand e aprì il primo negozio in rue François I 44, nell’8º arrondissement parigino. Negli anni a seguire tutta la Parigi bene parlava di Balmain. Sue clienti affezionate furono la Duchessa di Kent, l’attrice Simone Simon, ed Helena Rubinstein grazie alla quale arrivò a Hollywood. Lo stilista francese vestì dive internazionali come Grace Kelly e progettò gli abiti di film cult.
Balmain si fece un nome in questo periodo, distinguendo il proprio stile sia negli abbigliamenti più semplici che in quelli più sofisticati, e tutti caratterizzati da un'estetica fatta da linee sottili ed eleganti. Balmain disegnò anche le celebri uniformi delle hostess della Singapore Airlines, vagamente ispirate ai tradizionali kebaya.
Balmain creò anche alcuni profumi, come Vent Vert (1947), la sua prima fragranza di successo oltre che uno dei profumi più venduti fra gli anni quaranta ed i cinquanta, Jolie Madame (1953), Ivoire (1979) ed Eau d'Amazonie (2006). Il suo primo profumo, lanciato nel 1947, portava il numero di telefono della sua azienda, Elysées 64-83.
Balmain fu anche nominato ai Tony Award come miglior costumista e vinse il Drama Desk Award per i migliori costumi, per il suo lavoro in Happy New Year (1980). Balmain realizzò anche i costumi di Sophia Loren per La miliardaria (1960) e di Joséphine Baker per la sua rivista eponimo del 1964. Lavorò anche al cinema realizzando i costumi per sedici film, vestendo attrici come Brigitte Bardot, Vivien Leigh e Mae West. Creò numerosi vestiti anche per Dalida.
Gli anni 50 e 60 furono gli anni d'oro per Balmain, che diventò un brand apprezzato e conosciuto in tutto il mondo.
The Swatch Group, acquisì nel 1995 il marchio Balmain Watches, producendo e commercializzando ancora oggi gli orologi per la nota maison francese.

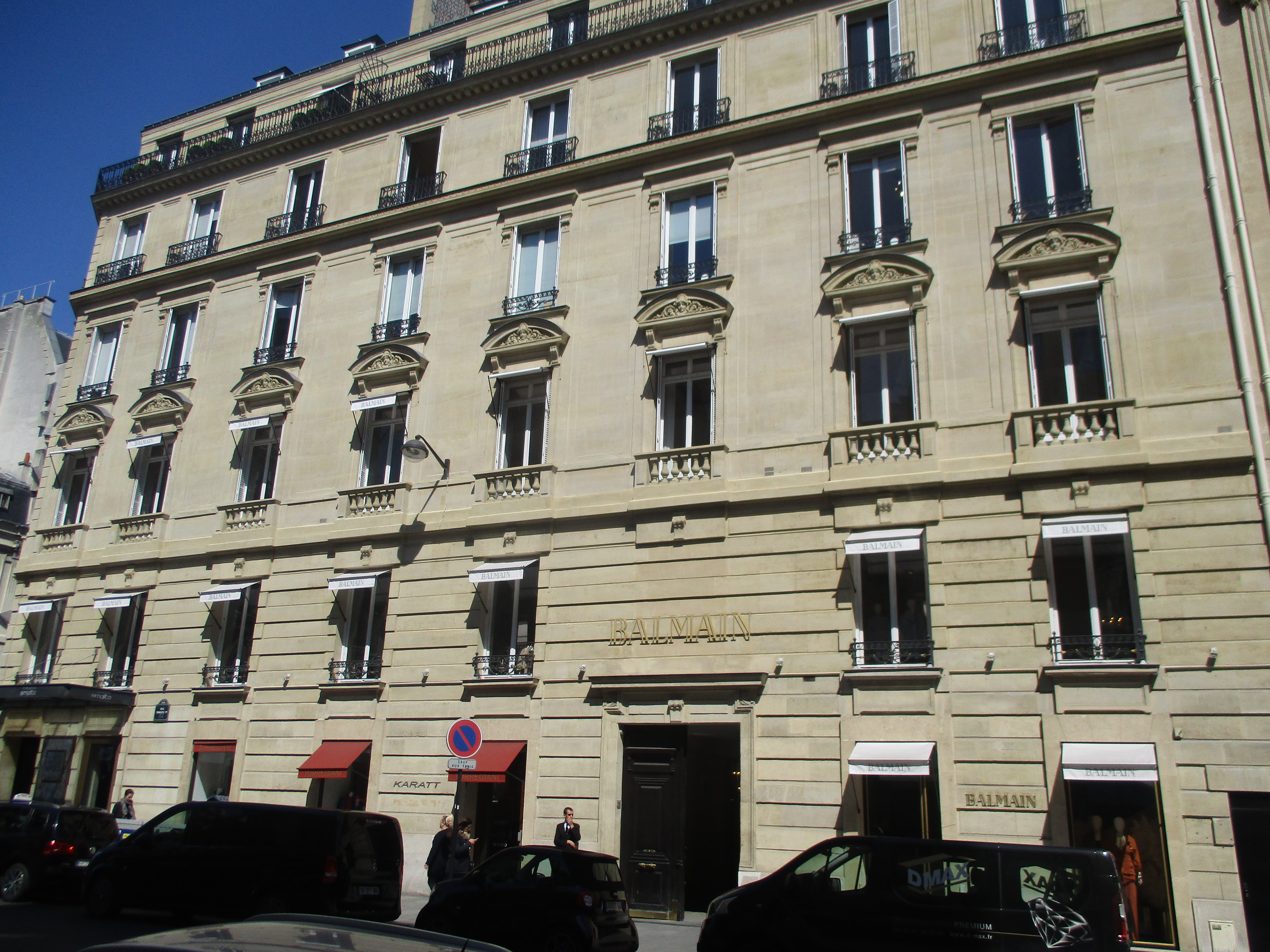
Maison Balmain, Parigi, 44 rue François-Ier.

Nel 1964 pubblicò la sua autobiografia Mes années et des saisons.
Negli anni 70 il marchio subì gravissime perdite finanziarie ed entrò in una grave crisi.
Il suo compagno è stato il designer danese Erik Mortensen, che lavorò come stilista presso Balmain dal 1948 fino al 1991. Anche Margit Brandt lavorò per Balmain ad inizio carriera durante i primi anni sessanta.
Pierre Balmain morì di tumore del fegato all'American Hospital di Parigi il 29 giugno 1982, a 68 anni, dopo aver appena completato gli schizzi per la sua collezione autunnale, e il ruolo di direttore creativo venne affidato al suo ex compagno Erik Mortensen, il quale però non fu in grado di risollevare la maison.
Solo negli anni'90 il brand verrà riportato alla ribalta dall'americano Oscar de la Renta. Da lì ad oggi si succederanno diversi stilisti che porteranno alla maison un discreto successo.

## Filmografia
- Il carnet del maggiore Thompson (Les Carnets du Major Thompson), regia di Preston Sturges (1955)
- La miliardaria (The Millionairess), regia di Anthony Asquith (1960)
- Tenera è la notte (Tender Is the Night), regia di Henry King (1962)